# Ashikaga Yoshikatsu
Ashikaga Yoshikatsu (足利 義勝?; 19 marzo 1434 – 16 agosto 1443) è stato un militare giapponese.
Figlio di Ashikaga Yoshinori, fu il settimo shōgun dello shogunato Ashikaga.
Yoshikatsu divenne Seii Taishōgun all'età di 8 anni, dopo l'assassinio di suo padre Yoshinori per mano di Akamatsu Mitsusuke durante la ribellione di Kakitsu nel 1441.
Tuttavia, Yoshikatsu morì dopo solo circa un anno e mezzo, a soli 10 anni, a causa di una caduta da cavallo, e suo fratello minore, Yoshimasa, gli succedette solo nel 1449.